# Elecciones regionales de Ucayali de 2006
Las elecciones regionales de Ucayali de 2006 se llevaron a cabo el 19 de noviembre de 2006 para elegir al presidente regional, al vicepresidente regional y al Consejo Regional para el periodo 2007-2010. La elección se celebró simultáneamente con elecciones regionales y municipales (provinciales y distritales) en todo el Perú.
Como resultado de esta elección, Jorge Velásquez Portocarrero, candidato de Integrando Ucayali, obtuvo el 34.13% de votos válidos y resultó electo como presidente regional de Ucayali.

## Sistema electoral
El Gobierno Regional de Ucayali es el órgano administrativo y de gobierno del departamento de Ucayali. Está compuesto por el presidente regional, el vicepresidente regional y el Consejo Regional.
La votación del presidente, vicepresidente y consejo regional se realiza en base al sufragio universal, que comprende a todos los ciudadanos nacionales mayores de dieciocho años, empadronados y residentes en el departamento de Ucayali y en pleno goce de sus derechos políticos.
El Consejo Regional de Ucayali está compuesto por 7 consejeros elegidos por sufragio directo para un período de cuatro (4) años, en forma conjunta con la elección del presidente regional. La votación es por lista cerrada y bloqueada. Se asigna a la lista ganadora los escaños según el método d'Hondt o la mitad más uno, lo que más le favorezca.

## Composición del Consejo Regional de Ucayali
La siguiente tabla muestra la composición del Consejo Regional de Ucayali antes de las elecciones.
| Partidos | Partidos                                | Consejeros |
| -------- | --------------------------------------- | ---------- |
|          | Movimiento Independiente Nueva Amazonía | 5          |
|          | Integrando Ucayali                      | 1          |
|          | Partido Aprista Peruano                 | 1          |

## Partidos y candidatos
A continuación se muestra una lista de los principales partidos y alianzas electorales que participaron en las elecciones:
| Candidatura | Candidatura | Partidos y alianzas                                       | Candidato | Candidato                    | Ideología                                             | Resultado previo | Resultado previo | Ref.  |
| Candidatura | Candidatura | Partidos y alianzas                                       | Candidato | Candidato                    | Ideología                                             | Votos (%)        | Con.             | Ref.  |
| ----------- | ----------- | --------------------------------------------------------- | --------- | ---------------------------- | ----------------------------------------------------- | ---------------- | ---------------- | ----- |
|             | IU          | Lista - Integrando Ucayali (IU)                           |           | Jorge Velásquez Portocarrero | Regionalismo ucayalino                                | 23.58%           | 1                | [ 3 ] |
|             | APRA        | Lista - Partido Aprista Peruano (APRA)                    |           | Nilo Lozano Tuanama          | Aprismo                                               | 12.67%           | 0                | [ 3 ] |
|             | PP          | Lista - Perú Posible (PP)                                 |           | Ángelo Alfaro Lombardi       | Socioliberalismo Democracia liberal Tercera vía       | 9.79%            | 0                | [ 3 ] |
|             | Sí Cumple   | Lista - Agrupación Independiente Sí Cumple (Sí Cumple)    |           | Willy Lora Zevallos          | Fujimorismo Populismo de derecha                      | Nuevo            | Nuevo            | [ 3 ] |
|             | AvP         | Lista - Avanza País - Partido de Integración Social (AvP) |           | Jorge Iriarte Lozada         | Conservadurismo social Etnocacerismo Socialdemocracia | Nuevo            | Nuevo            | [ 3 ] |
|             | RN          | Lista - Restauración Nacional (RN)                        |           | Walter Dyer Ampudia          | Liberalismo económico Humanismo cristiano Evangelismo | Nuevo            | Nuevo            | [ 3 ] |
|             | PNP         | Lista - Partido Nacionalista Peruano (PNP)                |           | Manuel Vásquez Valera        | Socialismo democrático Nacionalismo de izquierda      | Nuevo            | Nuevo            | [ 3 ] |
|             | UD          | Lista - Ucayali Dignidad (UD)                             |           | Víctor Valdez Meléndez       | Regionalismo ucayalino                                | Nuevo            | Nuevo            | [ 3 ] |
|             | MAPU        | Lista - Movimiento Agrario Popular Ucayalino (MAPU)       |           | Olga Macedo de Polo          | Regionalismo ucayalino                                | Nuevo            | Nuevo            | [ 3 ] |

## Resultados

### Sumario general
|                        |                                                   |              |              |              |            |            |
| Partidos y coaliciones | Partidos y coaliciones                            | Voto popular | Voto popular | Voto popular | Consejeros | Consejeros |
| Partidos y coaliciones | Partidos y coaliciones                            | Votos        | %            | ±pp          | Total      | +/−        |
|                        | Integrando Ucayali (IU)                           | 54,974       | 34.13        | +10.55       | 5          | +4         |
|                        | Partido Nacionalista Peruano (PNP)                | 49,312       | 30.61        | Nuevo        | 2          | +2         |
|                        | Partido Aprista Peruano (APRA)                    | 20,584       | 12.78        | +0.11        | 0          | –1         |
|                        | Movimiento Agrario Popular Ucayalino (MAPU)       | 14,156       | 8.79         | Nuevo        | 0          | ±0         |
|                        | Restauración Nacional (RN)                        | 9,488        | 5.89         | Nuevo        | 0          | ±0         |
|                        | Ucayali Dignidad (UD)                             | 6,909        | 4.29         | Nuevo        | 0          | ±0         |
|                        | Agrupación Independiente Sí Cumple (SC)           | 2,353        | 1.46         | Nuevo        | 0          | ±0         |
|                        | Perú Posible (PP)                                 | 2,003        | 1.24         | –8.55        | 0          | ±0         |
|                        | Avanza País - Partido de Integración Social (AvP) | 1,295        | 0.80         | Nuevo        | 0          | ±0         |
|                        |                                                   |              |              |              |            |            |
| Total                  | Total                                             | 161,074      |              |              | 7          | ±0         |
|                        |                                                   |              |              |              |            |            |
| Votos válidos          | Votos válidos                                     | 161,074      | 90.68        | –1.85        |            |            |
| Votos en blanco        | Votos en blanco                                   | 7,769        | 4.37         | +0.85        |            |            |
| Votos nulos            | Votos nulos                                       | 8,793        | 4.95         | +1.00        |            |            |
| Votos emitidos         | Votos emitidos                                    | 177,636      | 83.73        | +6.96        |            |            |
| Abstenciones           | Abstenciones                                      | 34,521       | 16.27        | –6.96        |            |            |
| Votantes registrados   | Votantes registrados                              | 212,157      |              |              |            |            |
|                        |                                                   |              |              |              |            |            |
| Fuente:                |                                                   |              |              |              |            |            |

### Autoridades electas
| Cargo                              | Autoridad electa | Autoridad electa               | Partido político | Partido político             |
| ---------------------------------- | ---------------- | ------------------------------ | ---------------- | ---------------------------- |
| Presidente Regional de Ucayali     |                  | Jorge Velásquez Portocarrero   |                  | Integrando Ucayali           |
| Vicepresidente Regional de Ucayali |                  | Lutgardo Gutiérrez Valverde    |                  | Integrando Ucayali           |
| Consejero Regional de Ucayali      |                  | Carlos Fernando Henderson Lima |                  | Integrando Ucayali           |
| Consejera Regional de Ucayali      |                  | Nancy Saldaña Dávila           |                  | Integrando Ucayali           |
| Consejera Regional de Ucayali      |                  | Margot Ramírez García          |                  | Integrando Ucayali           |
| Consejero Regional de Ucayali      |                  | José Ríos Ramírez              |                  | Integrando Ucayali           |
| Consejero Regional de Ucayali      |                  | Wilder Alguayo Argandoña       |                  | Integrando Ucayali           |
| Consejero Regional de Ucayali      |                  | Marcial Vásquez Fasanando      |                  | Partido Nacionalista Peruano |
| Consejero Regional de Ucayali      |                  | Jeremías Meléndez del Águila   |                  | Partido Nacionalista Peruano |